# حیوان ناطق

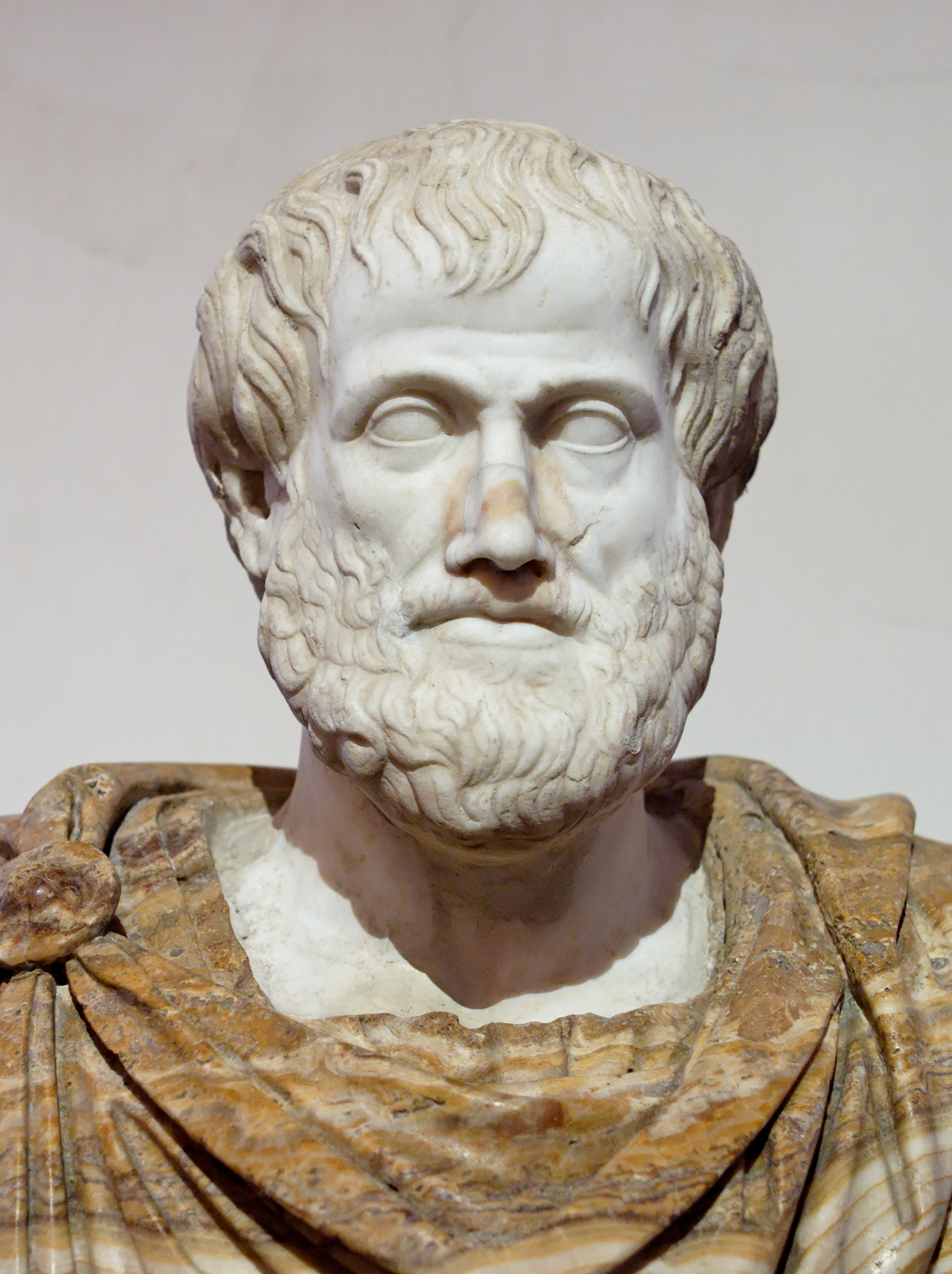
ارسطو، فیلسوف یونانی

حیوان ناطق (انگلیسی: rational animal)، اصطلاحی فلسفی است. فیلسوفان، انسان را این‌گونه تعریف می‌کنند: «انسان، حیوان ناطق است.» که از نظر دانش منطق: حیوان، جنس او و ناطق، فصل اوست.
در نقل قول‌هایی که شده است، فرفوریوس که از فیلسوفان مکتب اسکندریه و شاگرد فلوطین و از نام‌دارترین حکیمان نوافلاطونی است، این گزارهٔ منطقی-فلسفی-تاریخی یعنی «انسان، حیوان ناطق است.» را از زبان ارسطو نقل کرده ولی در آثار به جای مانده از ارسطو چنین گزاره‌ای دیده نمی‌شود.
دیگر تعریف‌هایی که از انسان شده است، چنین‌اند: «انسان، حیوان سیاسی است.»، «انسان، حیوان ابزارساز است.»، «انسان، حیوان اقتصادی است.»، «انسان، حیوان اجتماعی است.»، «انسان، حیوان متافیزیکی است.»، «انسان، حیوان تاریخی است.»

## ناطق بودن
ناطق بودن انسان به تعبیر فیلسوفان یعنی عاقل بودن. پس وقتی می‌گوییم: انسان، حیوان ناطق است؛ به تعبیری به این معنی است که انسان، حیوان عاقل است. از سوی دیگر ناطق بودن در پارسی یعنی سخنگو بودن. بسیاری از فیلسوفان باور دارند که سخنگو بودن انسان، به عاقل بودن انسان برمی‌گردد. اگر انسان، حیوانی عاقل نمی‌بود، نمی‌توانست سخن بگوید.
ناطق بودن در انسان نیز دو نوع است:
1. ناطق بودن یا سخن گفتن بیرونی که همان گفتار است.
2. ناطق بودن یا سخن گفتن درونی که همان اندیشیدن یا تفکّر کردن است.

## ابن سینا
به عقیدهٔ ابن سینا، انسانیت انسان به حیوان بودن او یا به میرا بودن او یا به چیز دیگری از این قبیل نیست، بلکه به این است که در عین حیوان بودن، ناطق است.

## ارسطو
در تعریف ارسطویی «انسان حیوان ناطق است.»، مباحث مربوط به تعریف ارسطویی به‌طور کلّی در دو جهت اصلی بسط داده می‌شود: نخست، پرسش از انسان، ولی به اعتبار آنکه در حقیقت مضمون و محتوای پرسش از وجود است. دوم، مسئلهٔ زبان.

## جنس و فصل
هر یک از جنس و فصل جزء حد نوع و داخل در تعریف نوع هستند. پس تقدم جنس و فصل بر ماهیت نوع، فقط در نظر عقل و مرحلهٔ تصور است.

## باطن و ظاهر
وقتی کسی بخواهد «انسان» را تعریف کند، باید «باطن» و «ظاهر» او را در تعریفش رعایت کند. تعریف مقبول متداول «انسان حیوان ناطق است.»؛ زیرا «حیوان» ظاهر انسان را نماد می‌کند، در حالی که «ناطق» نماد باطن اوست، اولی بر جسم و دومی بر روح او که مدبرِ بر جسم است، گفته می‌شود. اگر از انسان روحش را دور کنند، او دیگر «انسان» نیست؛ هیکلی صرف است که به انسان شباهت دارد، چیزی است مانند سنگ یا تکه‌ای چوب. چنین هیکلی جز به معنای استعاری، شایستهٔ نام «انسان» نیست.